# Соколов Феодосій Онисимович
Феодо́сій (Теодо́сій) Онисимович Соколо́в (1870, Кагул, Об'єднане князівство Волощини та Молдови — 1941 чи 1942, Київ) — російський і український акушер-гінеколог, професор Київського університету, завідувач кафедри акушерства і гінекології Київського медичного інституту.

## Біографія
У 1897 році Феодосій Соколов закінчив медичний факультет Київського університету. З 1897 до 1901 року працював у Київському бактеріологічному інституті. З 1901 — співробітник Київського університету. Працював приват-доцентом в університетській клініці при кафедрі акушерства і гінекології
У 1920 році Соколов став професором Київського медичного інституту. Після реорганізації кафедри у 1936 році став завідувачем окремої кафедри акушерства і гінекології лікувального факультету, що була щойно створена на базі клінічної лікарні ім. Жовтневої революції. Був завідувачем до 1938 року.

## Наукова і медична робота
Докторську дисертацію Феодосія Соколова «Про сольове вливання як метод лікування після гострих крововтрат» було присвячено вивченню проблеми трансфузії крові та її замінників. У роботі «Про лікування септичного аборту» він описав основні методи запобігання септичним абортам у жінок. Інші праці Соколова присвячені питанням боротьби з гострими крововтратами у жінок, вивченню впливу аборту на стан жіночого організму.
Соколов був одним з перших організаторів рододопомоги й охорони материнства та дитинства в УРСР, активно брав участь в роботі різних медичних установ. Він розробляв як теоретичні питання медицини, так і практичні клінічні методики. Феодосій Соколов вперше впровадив у клініку хірургічні методи лікування запальних захворювань придатків матки. За його участі розроблялися профілактика і лікування післяпологових гнійно-септичних захворювань, хірургічне лікування сечостатевих нориць. Праця «Консервативне лікування міом» присвячена лікуванню фіброміоми матки без хірургічного втручання.